# Christhard Läpple

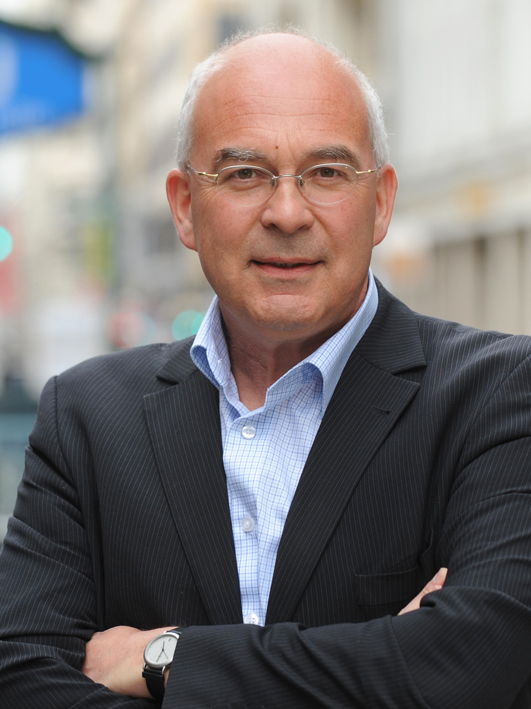
Foto Mike Minehan

Christhard Läpple (* 14. Mai 1958 in Ludwigsburg) ist ein deutscher Fernsehjournalist, Dozent, Moderator, Blogger und Buchautor. Er lebt in Berlin.

## Leben
Läpple studierte Publizistik, Politikwissenschaft und Geschichte an der FU Berlin und schloss sein Studium 1983 mit dem Magister Artium (MA) ab. Seit 1979 arbeitete er als freier Journalist unter anderem für die TV-Sender SDR, SFB, für das deutschsprachige Programm der BBC und die Berliner Blätter Zitty, Spandauer Volksblatt und die Weddinger Neue Zeitung.
1986 volontierte er beim ZDF in Mainz und arbeitete seit 1987 als Korrespondent in Bonn, West-Berlin und Ost-Berlin. 1992 wechselte er zum neugegründeten Ostdeutschen Rundfunk (ORB, heute rbb), um in Potsdam die Tagesschau-/Tagesthemen-Redaktion aufzubauen.
Nach der Rückkehr zum ZDF in Berlin übernahm er verschiedene leitende Funktionen im ZDF. Mitte der neunziger Jahre war er tätig als stellv. Leiter bei Kennzeichen D und von 1997 bis 1999 im ZDF-Studio Berlin.
Von 2000 bis 2013 verantwortlich für das ZDF-Kulturmagazin aspekte, zunächst als stellv. Leiter und ab 2011 als Leiter der Redaktion.
2006 veröffentlichte Läpple die zweiteilige Fernseh-Dokumentation Feindzentrale über das ZDF während der Zeit des Kalten Krieges.
Seit 2013 arbeitet er als Autor und Korrespondent u. a. für das heute journal und ist Autor zahlreicher ZDF-Dokumentationen.
Von 2002 bis 2015 moderierte Läpple Das Blaue Sofa von Bertelsmann, ZDF und Deutschlandradio Kultur.
Seit 2008 veröffentlichte Christhard Läpple mehrere Bücher.

## Ehrungen
„Bayrischer Fernsehpreis“ 1990, „Goldene Kamera“ 1999. Nominierungen für den Grimme-Preis: „Die Glatzen von Spremberg“ (ARD, 1992) „Wir sind das Volk – Die stillen Helden von Leipzig“ (ZDF, 1999). Nominierung für den „Langen Atem“ 2009. (Journalistenpreis des Verbandes der Berliner Journalisten für beharrliche Berichterstattung). 2013 „Deutscher Fernsehpreis für das Heute Journal“, 2017. „Goldene Kamera“ für Heute Journal (dortselbst langjähriger Autor). 2018 „Hans-Joachim-Friedrichs-Preis“ für 3Sat „Kulturzeit“ (langjähriger Autor).

## Bibliographie (Auswahl)
- Verrat verjährt nicht. 2008 Hoffmann und Campe
- "Tradarea nu moare niciodata" 2009. House of Guides. Bukarest.
- "Brothers and Sister". in: The wall in my head. Open Letter. Rochester/USA. 2009.
- So viel Anfang war nie. 2017 btb
- Reformation – eine Bilanz. 2017
- "So viel Anfang war nie". TB. 2019  btb